# Dagmar Reemtsma
Dagmar Reemtsma (* 1933 in Ragnit als Dagmar von Hänisch) ist eine deutsche Aktivistin.

## Leben
Reemtsmas Vater Joachim (1897–1944) war ein Sohn des preußischen Generals Karl Heinrich von Hänisch. 1952 machte sie ihr Abitur am Gymnasium Blankenese, 1954 heiratete sie. Sie lebt in Hamburg-Blankenese und hat vier Kinder. Sie war verheiratet mit dem Zigarettenfabrikanten Feiko Reemtsma (1926–1999), der zwischenzeitlich die Reemtsma Cigarettenfabriken führte. Ihr Cousin ist Jan Philipp Reemtsma, dessen Vermögen auf 700 Millionen Euro geschätzt wird und laut Manager Magazin damit zu den reichsten Deutschen zählt.
Reemtsma setzt sich seit Jahrzehnten für Umwelt, Frieden und globale Gerechtigkeit ein. Sie hielt Reden vor den Aktionären von Adidas und kämpfte für bessere Bezahlungen der Näherinnen in Südostasien – seit den 1980er Jahren organisiert sie Demonstrationen gegen Atom- und Kohlekraft und klärt mit der Umweltgruppe Elbvororte über die ökologischen Gefahren auf.
Zusammen mit ihrer Enkelin Luisa Neubauer veröffentlichte sie 2022 das Buch Gegen die Ohnmacht. Meine Großmutter, die Politik und ich. Auch ihre Enkelin Carla Reemtsma ist für den Klimaschutz aktiv.

## Veröffentlichung
- mit Luisa Neubauer: Gegen die Ohnmacht. Meine Großmutter, die Politik und ich, Tropen Verlag, Stuttgart 2022, ISBN 978-3-608-50163-6.